# Деветоаприлска трагедија
Деветоаприлска трагедија такође позната и под називима Масакр у Тбилисију и Тбилиска трагедија, односи се на догађаје који су се десили 9. априлa 1989. године у Тбилисију, тада у Грузијској Совјетској Социјалистичкој Републици. Тада је совјетска армија скршила антисовјетску демонстрацију убивши 20 и ранивши хиљаде људи. 9. април је сада упамћен као Дан националног јединства и државни је празник.

## Увод
Анти-совјетски покрет је постао активнији у грузијској СССР 1988. године. Организовано је неколико штрајкова и састанака од стране анти-совјетских политичких организација у Тбилисију. Сукоб између совјетске владе и грузијских националиста продубио се након тзв. Лихни скупштине 18. мартa 1989. године, када је неколико хиљада Абхазијаца захтевало отцепљење од Грузије. Као одговор, анти-совјетска група организовала је низ састанака широм републике, тврдећи да се совјетска влада користи абхазијским сепаратизмом како би се супротставили покрету за независност Грузије.
Протести су досегли свој врхунац 4. априлa 1989. године, када се више десетина хиљада Грузијаца окупило испред Дома Владе на Руставели Авенији у Тбилисију. Демонстранти, предвођеним Одбором за независност (Мераб Костава, Звиад Гамсакхурдиа, Гиорги Цхантуриа, Иракли Батиасхвили, Иракли Тсеретели и други) организовали мирне демонстрације и штрајкове глађу, захтевајући кажњавање абхазијских сецесиониста и обнову грузијске независности.
Локалне совјетске власти изгубиле су контролу над ситуацијом у главном граду, те нису били у стању да обузда протесте. Први секретар грузијске Комунистичке партије Џумбер Патиашвили тражио је водство Совјетског Савеза да пошаљу војнике да успоставе ред и наметну полицијски час.

## Демонстрације
У вечерњим сатима 8. априлa 1989. године, генерал-пуковник Игор Родионов, командант Транскавкаске војне области, наредио својим трупама мобилизацију. Неколико тренутака пре напада совјетских снага, патријарх Грузије Илија II обратио се демонстрантима тражећи од њих да напусте Руставели авенију и околину зграде Владе због опасности које су акумулиране током дана након појаве совјетских тенкова у близини авеније. Демонстранти су се одбили разићи чак и након патријархова говора. Локална Грузијска милиција је разоружана непосредно пре операције.
Дана 9. априлa, у 03:45 сати, совјетски оклопни транспортери и јединице под командом генерала Игора Родионова окружили су подручје демонстраната. Касније, Родионов је тврдио у интервјуу да су групе грузијских милитаната напали ненаоружане војнике камењем, металним ланцима и шипкама. Совјетске су јединице добиле од генерала Родионова наредбу да очисте авенију од демостраната свим расположивим средствима.

### Сукоб
Совјетски одред, наоружан полицијским палицама и лопатама (омиљено оружје совјетских специјалних снага), напредовао је према протесницима који се крећу дуж авеније Руставели. Током напредовања, војници су почели нападати протеснике са лопатама, наносећи мање и веће повреде свакоме кога погоде. Званична совјетска извештаји окривљују демонстранте за изазивање сукоба, те наводе да су војници нападнути палицама и ножевима. Према Итар Тасу, војници су следили заповести да не користе своје оружје, али су их екстремисти напали са комадима метала, опеке и палицама.
Против демонстраната су се користили гасови ФХ и ЦС. Пријављени су проблеми са повраћањем, дисањем и изненадном парализом нервног система. Једна од жртава напада била је 16-годишња девојка која је покушала да побегне од напредовања војника, али је оборена доле и претучена на смрт у близини зграде владе. Примила је ударце у главу и груди. Она је била извучена из подручја од стране своје мајке, која је такође била нападнута и рањена. Тај посебно насилни напад је забележен видео камером са балкона зграде која се налази на другој страни авеније. Видео је после коришћен као доказ у истрази.
Стампедо након напада резултирао је смрћу 19 особа, међу њима 17 жена. Обдукција спроведена на жртвама, закључила је да је директан узрок смрти свих оних који су умрли, с изузетком једног случаја озбиљне повреде лобање и мозга, био гушење узроковане компресијом тела и удисањем хемијских супстанци.

## Последице
10. априла, у знак протеста против репресије, Тбилиси и остатак Грузије је у штрајку и проглашен је рок од 40 дана жалости. Људи cу донели огромне количине цвећа на месту убистава. Проглашено је ванредно стање, а демонстрације су настављене. Влада грузијске ССР је поднела оставку као резултат ових дешавања. Москва тврди да су демонстранти напали први и да су војници морали да их одбију од себе. На првом конгресу народних посланика (мај-јун 1989) Михаил Горбачов се одриче сваке одговорности, и пребацује одговорност на војску. Ова сазнања у либералним совјетским медијима, као и закључци истражне комисије Анатолија Собчака o дешавањима из Тбилисија, пријављених на другом конгресу у децембру 1989. године, резултирали су нелагодомза совјетских тврдолинијаша и војног руководства уплетених у случај.